# 太阳星座
太陽星座（Sun sign）是西洋占星術的一個簡化系統，它僅考慮查詢者出生時太陽的位置，據說該位置是位於12個星座之一，該標誌是查詢者於該年裡12個部分的太陽標誌或星座標誌，其實那就是人們在生活中常說的星座占星術（太陽占星），屬於占星學的範疇。太陽星座占星師會採用這個基本的12個交叉摺疊的占卜法，並將所有行星當時的所有運動相互關聯在一起，並使用傳統規則分別區分每個符號的含義。由於月亮是所有天體中表象運動最快的行星，因此它通常會被用作太陽星座的占星術預報的主要指標。
太陽星座是一種偽科學，是許多報章和雜誌專欄中最常見的占星術形式。科學研究的理論基礎和實驗驗證都表明它沒有科學上的有效性或解釋能力。

## 歷史
太陽星座與日期的關係的定義是所屬日期從地球上看到太陽正好在該星座的範圍內。當然，在古代，有太陽的時候後是無法觀察到星座的，所以人們是通過計算獲得這一時間。
雖然威廉·李利是17世紀首個於報章上發表的占星家，然而太陽星座占星術直至1930年才發明。占星家理查德·哈羅德·奈勒被刊登過其文章的報紙宣稱他曾預言過R101飛船墜毀的事件。這讓奈勒帶來了壓力，於是他們想出一種適用於報章專欄的簡化版占星術系統。經過一番實驗後，奈勒決定使用太陽星座。
傳統的12個太陽星座以及所關聯的日期是古代占星家觀測的結果，這跟1930年由國際天文學聯合會正式劃定的星座並不完全一致。同時由於恆星的運行所導致的歲月差積累了上千年的結果，使得傳統12星座的日期時間和今天的實際觀測到的有很大的出入。

## 相關概念
此外，星座算命术中谈及个人所属星座式中还用到月亮星座(Moon Signs)、上升星座()、下降星座(Descendant)的概念。
- 月亮星座是指个人出生的时刻（至少精确到分）在出生的位置所观察到的月亮所在的星座。
- 上升星座是指个人出生的时刻，在出生位置观察到的东方地平线所在的星座。
- 下降星座是指个人出生的时刻，在出生位置观察到的西方地平线所在的星座。

| 符號／星座 | 宮位   | 星座代表   | 元素屬性 | 質量（模態） | 向極性 | 關聯星體（傳統行星） | 太陽標誌時期的大約日期（一或兩日的變化） |
| ---------- | ------ | ---------- | -------- | ------------ | ------ | -------------------- | ---------------------------------------- |
| 摩羯座     | 摩羯宮 | 海山羊的山 | 土       | 本位         | 負     | 土星                 | 冬至（12月22日）— 大寒前一天             |
| 水瓶座     | 水瓶宮 | 掌管水的人 | 風       | 固定         | 正     | 天王星（土星）       | 大寒（1月20日）— 春季陣雨前一天          |
| 雙魚座     | 雙魚宮 | 魚         | 水       | 易變         | 負     | 海王星（木星）       | 春季陣雨（2月19日）— 春分前一天          |
| 白羊座     | 白羊宮 | 公羊       | 火       | 本位         | 正     | 火星（冥王星）       | 春分（3月21日）— 穀雨的前一天            |
| 金牛座     | 金牛宮 | 公牛       | 土       | 固定         | 負     | 金星／地球           | 穀雨（4月20日）– 小滿的前一天            |
| 雙子座     | 雙子宮 | 雙生兒     | 風       | 易變         | 正     | 水星                 | 小滿（5月21日）— 夏至前一天              |
| 巨蟹座     | 巨蟹宮 | 螃蟹       | 水       | 本位         | 負     | 月球                 | 夏至（6月21日）— 大暑前一天              |
| 獅子座     | 獅子宮 | 獅子       | 火       | 固定         | 正     | 太陽                 | 大暑（7月24日）— 處暑前一天              |
| 處女座     | 室女宮 | 處女       | 土       | 易變         | 負     | 水星                 | 處暑（8月23日）— 秋分前一天              |
| 天秤座     | 天秤宮 | 秤子       | 風       | 本位         | 正     | 金星                 | 秋分（9月23日）— 霜降前一天              |
| 天蠍座     | 天蠍宮 | 蠍子       | 水       | 固定         | 負     | 冥王星（火星）       | 霜降（10月23日） – 小雪前一天            |
| 人馬座     | 人馬宮 | 弓箭手     | 火       | 易變         | 正     | 木星                 | 小雪（11月23日）— 冬至前一天             |